# 伊斯特肖爾 (堪薩斯州)
伊斯特肖爾（英語：Eastshore）是位於美國堪薩斯州馬里昂縣的一個非建制地區。

## 地理
伊斯特肖爾所處的海拔為高於海平面421米（即1381英呎），而該地所採用的時區為UTC-6，即北美中部時區（CST）。同時該地設有夏令時間，為UTC-6調快一小時，即UTC-5（CDT）。